# Породжений підграф
Породжений підграф графа — це інший граф, утворений з підмножини вершин графа разом з усіма ребрами, що з'єднують пари вершин з цієї підмножини.

## Визначення
Формально, нехай G = (V, E) — будь-який граф, і нехай S ⊂ V — підмножина вершин графа G. Тоді породжений підграф G[S] — це граф, вершинами якого є елементи S а ребра якого складаються з усіх ребер з множини E кінцеві вершини яких належать S. Одне і те ж визначення підходить для неорієнтованих графів, орієнтованих графів і навіть для мультиграфів.
Породжений підграф G[S] може бути також названий підграфом, породженим у G набором вершин S або (якщо контекст не призводить до двозначності) породженим підграфом вершин S

## Приклади

Задача про змію в коробці відноситься до пошуку найдовших породжених шляхів у графах гіперкубів.

Важливими типами підграфів є такі:
- Породжені шляхи — це породжені підграфи, які є шляхами. Найкоротший шлях між будь-якими двома вершинами в невиваженому графі завжди є породженим шляхом. І навпаки, в дистанційно-успадковуваних графах будь-який породжений граф є найкоротшим шляхом[2].
- Породжені цикли — це породжені підграфи, які є циклами. Обхват графа визначається довжиною його найкоротшого циклу, який завжди є породженим циклом. Згідно з сильною теоремою про досконалі графи породжені цикли і їх доповнення грають критичну роль у характеризації досконалих графів[3].
- Кліки і незалежні множини є породженими підграфами, які є повними підграфами або графами без ребер відповідно.
- Окіл вершини — це породжений підграф всіх суміжних вершин вибраної вершини.

## Обчислення
Задача ізоморфізму породжених підграфів є видом задачі пошуку ізоморфного підграфа, в якій метою є перевірка, чи може один граф бути знайдений як породжений підграф іншого графа. Оскільки ця задача включає задачу про кліку як окремий випадок, вона NP-повна . 